# Jean Marcel Honoré
Jean Marcel Honoré, francoski rimskokatoliški duhovnik, škof in kardinal, * 13. avgust 1920, Saint-Brice-en-Coglès, † 28. februar 2013, Tours.

## Življenjepis
29. junija 1943 je prejel duhovniško posvečenje.
24. oktobra 1972 je bil imenovan za škofa Evreuxa in 17. decembra istega leta je prejel škofovsko posvečenje.
Med 13. avgustom 1981 in 22. julijem 1997 je bil nadškof Toursa.
21. februarja 2001 je bil povzdignjen v kardinala in imenovan za kardinal-duhovnika S. Maria della Salute a Primavalle.